# Wilhering
Cet article possède un paronyme, voir Withering.
Wilhering est une commune située dans le district de Linz-Land en Haute Autriche.
Elle est réputée pour son couvent de cisterciens rococo. La commune comptait 5 467 habitants au dernier recensement de 2005. 
Le suffixe -ing du nom de lieu provient de la colonisation bavaroise au Moyen Âge.

## Géographie
Située à l'ouest de Linz sur la rive sud du Danube, la commune est limitrophe de Linz à l'est et de Aschach à l'ouest. Limitée par le fleuve au nord, les collines boisées du Kürnberg représentent une frontière naturelle. 
La petite ville est divisée en plusieurs quartiers : Appersberg, Dörnbach, Edramsberg, Fall, Höf, Hitzing, Katzing, Lohnharting, Mühlbach, Reith, Schönering, Thalham, Ufer, Wilhering et Winkeln.

## Histoire
La première mention du village dans un document date de 982, mais le premier peuplement de la région est estimé à l'âge du bronze. 
Des découvertes archéologiques (de la monnaie et des récipients) attestent également une colonisation romaine. 
En 500 après Jésus-Christ environ, les Bavarois se sont installés à Wilhering. 
Ce sont les seigneurs de Wilhering qui ont fondé au XIIe siècle un couvent ainsi qu'un chapitre des cisterciens. 
Intégrée dans le Reich pendant la Deuxième Guerre mondiale et libérée par les alliés américains, Wilhering est devenue aujourd'hui une commune d'une grande valeur culturelle.

## Monuments et lieux à visiter
L'abbaye et l'église des Cisterciens. Fondé le 30 septembre 1146 par douze moines de l'abbaye de Rein, le monastère compte de nos jours une trentaine de membres. Lors d'un incendie au XVIIe siècle, l'église a été presque entièrement détruite. Elle fut reconstruite dans le style rococo. Depuis, l'abbaye de Wilhering est un des monuments rococo les plus célèbres des pays germanophones.
Un lycée religieux a été établi en 1895 et compte aujourd'hui environ 370 élèves, auxquels les moines du monastère continuent d'enseigner.
L'exposition du peintre autrichien Fritz Fröhlich peut être visitée toute l'année.
La piste cyclable du bord du Danube menant de Passau à Vienne passe aussi par Wilhering et ses rives uniques.

Un vaste réseau de sentiers de randonnée invite à des ballades inoubliables dans les forêts du „Kürnberg“.

Le bac qui lie Wilhering à l'autre rive danubienne et au village de Ottensheim circule toute l'année.